# Geneva Open 2016
Il Geneva Open 2016, conosciuto anche come Banque Eric Sturdza Geneva Open per motivi di sponsorizzazione, è stato un torneo professionistico di tennis giocato all'aperto sulla terra rossa. È stata la 14ª edizione dell'evento conosciuto come Geneva Open. Il torneo fa parte dell'ATP Tour 250 nell'ambito dell'ATP World Tour 2016. Il torneo si è svolto nella Tennis Club de Genève di Ginevra, in Svizzera, dal 15 al 21 maggio 2016.

## Partecipanti

### Teste di serie
| Nazionalità | Giocatore             | Ranking | Testa di serie* |
| ----------- | --------------------- | ------- | --------------- |
| Svizzera    | Stan Wawrinka         | 4       | 1               |
| Spagna      | David Ferrer          | 9       | 2               |
| Croazia     | Marin Čilić           | 11      | 3               |
| Stati Uniti | John Isner            | 16      | 4               |
| Germania    | Philipp Kohlschreiber | 26      | 5               |
| Argentina   | Federico Delbonis     | 33      | 6               |
| Stati Uniti | Steve Johnson         | 34      | 7               |
| Stati Uniti | Sam Querrey           | 36      | 8               |

* Ranking al 9 maggio 2016.

### Altri partecipanti
I seguenti giocatori hanno ricevuto una wild card per il tabellone principale:
- Marin Čilić
- David Ferrer
- Janko Tipsarević

I seguenti giocatori sono passati dalle qualificazioni:

- Andreas Beck
- Evgenij Donskoj
- Cristian Garín
- Roberto Ortega Olmedo

Il seguente giocatore è entrato in tabellone come lucky loser:
- Florian Mayer

## Campioni

### Singolare
Stan Wawrinka ha sconfitto in finale  Marin Čilić con il punteggio di 6-4, 7–6(11).
- È il quattordicesimo titolo in carriera per Wawrinka, terzo della stagione.

### Doppio
Steve Johnson /  Sam Querrey hanno sconfitto in finale  Raven Klaasen /  Rajeev Ram con il punteggio di 6-4, 6-1.